# 부족주의

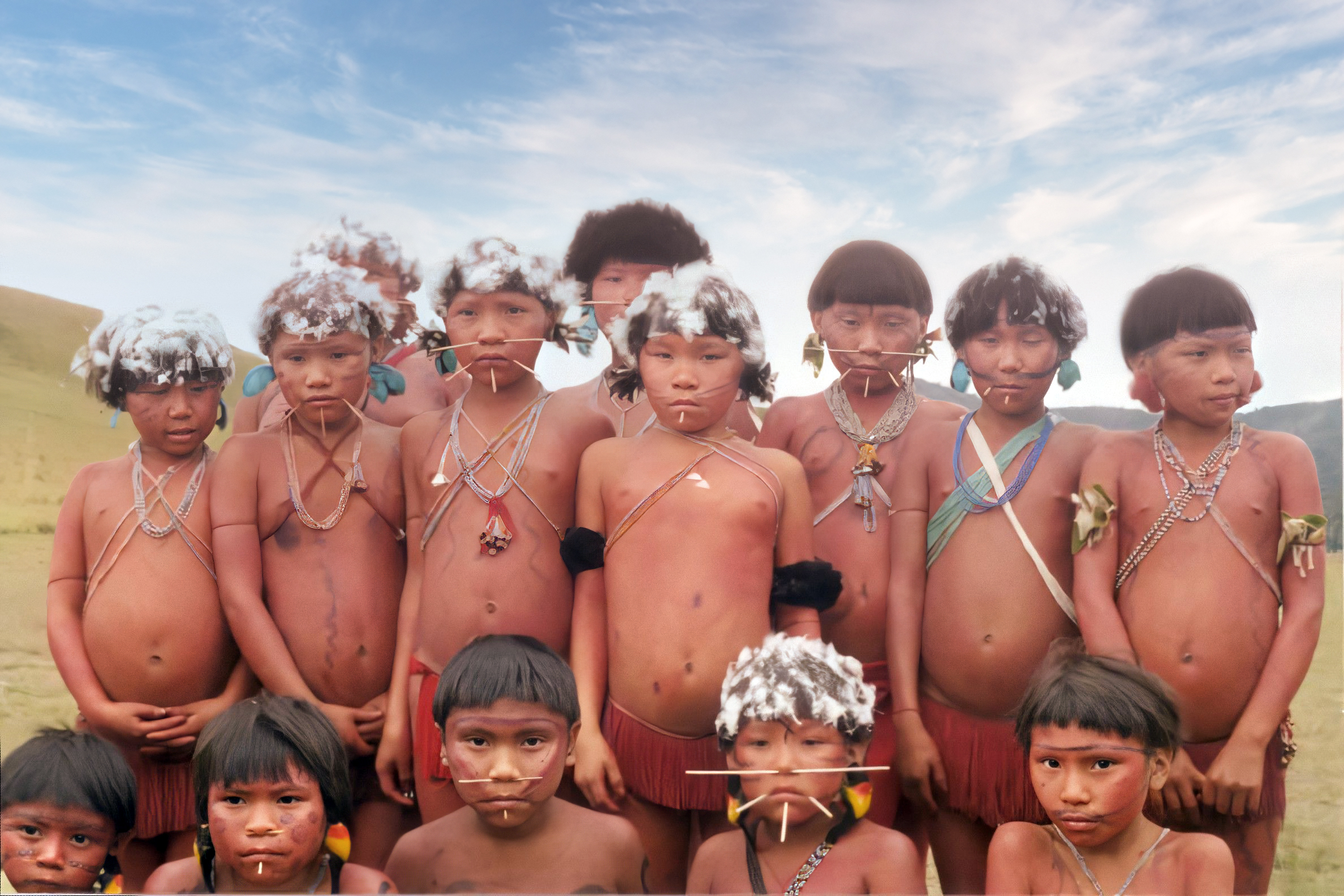
아마존의 야노마미족

부족주의(部族主義, 영: Tribalism)는 일반적으로 동질적인 전통과 조상, 언어, 문화, 종교 등을 가진 사람들의 집단을 추구하는 이념이다. 소규모이고 상대적으로 고립되어 있으며 정치적 통합의 정도가 낮은 상태를 이상으로 한다. 중앙집권화된 정치권력이 존재하지 않는 부족제(部族制)를 목표로 하고있는 경우가 대부분이다.

## 정치적 부족주의[2]
부족주의를 정치적으로 해석한 에이미 추아는 그녀의 저서인 <정치적 부족주의>에서 집단 본능이 어떻게 국가의 운명을 좌우하는지에 대하여 연구하였다.  추아는 '대립'과 '혐오'의 원인을 기존의 좌우 구도가 아닌 '부족주의'의 관점에서 분석하였다. 그녀는 미국이 부족주의를 간과하고 냉전 프레임으로 베트남, 이라크, 아프가니스탄을 보는 실수로 인해 전쟁에서 패배하였다고 주장한다.  또한 도널드 트럼프의 당선도 '부족적 정체성'에 의해 발생하였다고 주장하였다.

## 같이 보기
- 쇼비니즘
- 씨족
- 컬트 (종교)
- 공동체주의
- 공동체
- 민족중심주의
- 팬덤
- 폭력 조직
- 집단사고
- 정체성 정치
- 징고이즘
- 내셔널리즘
- 인종 차별
- 종교
- 종파주의
- 부족
- 제노포비아